# Playa La Arena (Tacoronte)
La playa La Arena es una playa  situada en el municipio de Tacoronte, al norte de la isla de Tenerife (Canarias, España). De arena negra y fina de origen volcánico, se encuentra bajo unos acantilados. Ofrece aguas tranquilas al resguardo de las corrientes marinas.

## Descripción
A la playa La Arena se accede a pie por un pequeño túnel desde la localidad costera de Mesa del Mar. Cuenta con todo tipo de servicios y un atractivo paseo marítimo. Además de la playa, la propia belleza que aportan los acantilados al paisaje, hacen que sea un reclamo turístico. En 2011 perdió la bandera azul que le había sido concedida, siendo recuperada nuevamente en 2012. Actualmente la playa se encuentra cerrada al público por riesgo de desprendimiento (09/2014), dicho cierre ya ha finalizado justo en mayo de 2015 por lo cual se puede acceder con total seguridad.

## Transporte público
En guagua la playa queda conectada mediante las siguientes líneas de Titsa: 
| Línea | Trayecto                             | Recorrido     |
| ----- | ------------------------------------ | ------------- |
| 021   | Tacoronte-Sta. Catalina-Mesa del Mar | Horario/Línea |